# 白石町立須古小学校
白石町立須古小学校（しろいしちょうりつすこしょうがっこう）は佐賀県杵島郡白石町大字堤にある公立小学校。

## 概要
歴史
1876年（明治9年）創立。数回の改組・改称を経て、現校名になったのは1955年（昭和30年）。
校訓
三近堂精神「知・仁・勇」- 三近堂は鍋島藩須古の学問所の名称。
校章
鍋島藩の家紋である鍋島杏葉（定紋）を背景にして、中央に校名の頭文字である「須」を配している。
校歌
1950年（昭和25年）制定。作詞は江頭彦造、作曲は江口芳雄による。歌詞は3番まであり、歌詞中に校名は登場しない。
校区
杵島郡白石町のうち、「馬田、神辺、法蔵寺、宮田、三町南、三町北、船野、嘉瀬川、内堤、小島、九治、湯崎、川津、岡崎、下箕具、鳥ノ巣、喜佐木」。中学校区は白石町立白石中学校。

## 沿革
- 1876年（明治9年）- 「須古小学校」が創立。
- 1877年（明治10年）- 馬田分校と神辺分校を設置。馬田分校は後に山崎分校に改称。
- 1887年（明治20年）- 小学校令施行により、尋常科（4年制）を設置の上、「尋常須古小学校」に改称。十二ヶ村組合立高等東郷小学校が創立（尋常錦浦小学校に併置）。
- 1889年（明治22年）4月1日 - 町村制施行により、杵島郡3村（堤、馬洗、湯崎）が合併し、須古村が発足。
- 1892年（明治25年）4月 - 「須古尋常小学校」に改称。山崎分校と神辺分校を統合。高等東郷小学校は白石高等小学校に改称。
- 1897年（明治30年）- 白石高等小学校の設置者が須古・六角・福治三ヶ村組合となる。
- 1900年（明治33年）- 白石高等小学校の設置者が須古・六角二ヶ村組合となる。
- 1901年（明治34年）- 須古・六角二ヶ村組合立白石高等小学校の廃校により、高等科を併置の上、「須古尋常高等小学校」に改称。
- 1908年（明治41年）4月 - 改正小学校令により、尋常科（義務教育）が6年制、高等科が2～3年制に変更となる。
- 1912年（明治45年） - 講堂が完成。
- 1941年（昭和16年）4月1日 - 国民学校令施行により、「須古村国民学校」に改称。尋常科を初等科に改める。
- 1947年（昭和22年）4月1日 - 学制改革が行われる。
  - 須古村国民学校の初等科は、新制小学校「須古村立須古小学校」に改組・改称。
  - 須古村国民学校の高等科は青年学校の普通科とともに、新制中学校「須古村立須古中学校」に改組される。
- 1950年（昭和25年）- 新校歌を制定。
- 1954年（昭和29年）10月1日 - 校旗を制定。
- 1955年（昭和30年）7月20日 - 町村合併により、「白石町立須古小学校」（現校名）に改称。
- 1956年（昭和31年）4月1日 - 橋下村の一部（大渡の喜佐木・鳥巣・岡崎・下蓑具）が白石町に編入され、橋下村立橋下小学校[2]から該当地区の生徒が転入。
- 1961年（昭和36年）- プールが完成。
- 1962年（昭和37年）4月 - 白石町立中学校4校（白石・須古・六角・北明）が統合の上、「白石町立白石中学校」が開校。
  - 統合校舎完成までの間、旧・須古中の校舎は「須古校舎」として存続。
- 1965年（昭和40年）4月 - 白石中学校の統合校舎が完成したため、須古校舎は廃止の上、小学校に移管される。
- 1966年（昭和41年）- 新校旗を制定。
- 2030年（令和12年）4月 - 白石地区小学校4校（須古・六角・白石・北明）が統合の上、小学校1校が新設される（予定）[3][4][5]。

## 交通
最寄りの鉄道駅
- JR九州 長崎本線 「肥前白石駅」

最寄りの幹線道路
- 佐賀県道214号白石大町線

## 周辺
- 須古城跡
- 須古三近堂コミュニティセンター
- JAさが 須古野菜集荷所
- JAさが 白石地区 六角･須古地区カントリーエレベーター

## 参考資料
- 「白石町史」（1974年（昭和49年）2月10日, 白石町）p.898～p.902
- 「白石町立小学校再編計画 (PDF) 」（2023年（令和5年）6月） - 白石町ウェブサイト
- 「⽩⽯地域新設⼩学校基本構想 (PDF) 」（2024年（令和6年）3月）- 白石町ウェブサイト

## 関連事項
- 佐賀県小学校一覧